# Phorotrophus tosquineti
Phorotrophus tosquineti är en stekelart som först beskrevs av Pierre L. G. Benoit 1951.  Phorotrophus tosquineti ingår i släktet Phorotrophus och familjen brokparasitsteklar. Inga underarter finns listade i Catalogue of Life.